# 偽主人公
フィクションにおける偽主人公（にせしゅじんこう）とは、文学的技法であり、立場を偽って主人公のように振る舞う登場人物である。
構造主義な物語論において、偽主人公（英: False hero）とは、物語の終盤において他の登場人物あるいは大衆に対し、主人公の手柄を自分のものであると主張するなど、不当な要求によって主人公の成果を横取りしようとする登場人物のことを指す。このような偽主人公は、物語の結末において偽者であることが露呈し、処罰を受ける役割を担う。
また、物語の冒頭において主人公のように登場し、後にそうでないと明かされることで、観客を驚かせるための登場人物も、偽主人公（英: False protagonist）と呼ばれることがある。このような登場人物は、しばしば観客の先入観に逆らうことによって、プロットをより引き立たせたり、より記憶に残るものにしたりするために登場する。この場合の偽主人公は、当初は観客に対して主人公のように振る舞うものの、その後その役割から外され、しばしば殺されたり、物語の中で別の役割に追いやられたりする。こうした物語構成を「主人公詐欺」と呼ぶこともある。

## 登場人物を騙す偽主人公
ソビエト連邦の昔話研究家ウラジーミル・プロップは、ロシアに伝わる魔法を題材にした昔話を収集して分析するうち、収集した全ての昔話には決まった物語の類型があり、決まった順序で起こる31種類の出来事（31の機能分類）と、7種類の役割の登場人物（7つの行動領域）に収斂されることを発見して、そのことを1928年の著書『昔話の形態学』の中で発表した。この7種類の役割の登場人物が敵対者、贈与者、助力者、王女、派遣者、主人公、そして偽主人公である。
プロップが発見した昔話の類型において、主人公は探求あるいは被害の解消のために派遣され、試練を受けて解決手段を贈与され、敵対者と戦ったり、あるいは何らかの成果の印を残したりする。そして帰路についた主人公を待ち受けるのが、不当な要求によって主人公の成果を横取りしようとする偽主人公との対立である。偽主人公は主人公と同じように出発するが、試練において否定的な回答を示し、しかし手柄を立てたのは自分であると嘘の主張をするのである。しかし偽主人公の要求は「主人公の発見」「偽主人公の正体の露見」「主人公の変身」「偽主人公の処罰」という順序の段取りを経て挫かれる。偽主人公を退けた主人公は、偽主人公の嘘を見抜いて処罰に協力した王女と結婚したり、王位に即位したりする結末を迎える。
プロップの類型は魔法が登場するロシアの昔話を基にした類型であり汎用性に欠ける部分もあるものの、この31種類の出来事と7種類の役割に具体的な内容を埋めていくだけで、誰でも比較的簡単に物語のあらすじを作ることができる。偽主人公は敵対者とひとまとめにされる場合もあるものの、成功したファンタジー作品にはプロップが発見した類型に当てはまるものが多く見られ、実際にこの類型を意識した作劇がなされることもある。
プロップの類型のうち、偽主人公が登場する部分だけが物語に組み込まれる場合もある。例えばスーパーヒーローものでは偽ヒーローが登場するエピソードが定番となっており、しばしば主人公と同じ姿や同じ能力を与えられたスーパーヴィランが、主人公に成り済まして悪行を行ったり、主人公に戦いを挑んだりして、能力の模倣だけでは再現できない主人公との資質の差を浮き彫りにするエピソードが描かれたりする。

### 登場人物を騙す偽主人公の例

#### 民話・昔話
- 『シンデレラ』に登場するふたりの姉は、舞踏会で王子が見初めた女性は自分であると主張し、主人公であるシンデレラに成り代わろうとするが、偽者であることを見破られる。ここでは、シンデレラが舞踏会で残した靴（ペロー版ではガラスの靴）が主人公による成果の印（印づけ、標づけ）となっており[3]、偽主人公である姉たちはこの靴を履くことができない。

#### 漫画
- 岩明均による漫画『寄生獣』の物語は、プロップが示した物語の構造をなぞる形になっていることが指摘されている[7]。同作には主人公と同様、寄生生物に寄生された人間を見分ける能力を持つ浦上という人物が登場するが、その能力は快楽殺人を繰り返す過程で身につけたものである。漫画の終盤で、浦上は殺人者である自分こそが人間の本質の体現者だと主張し、主人公に承認を迫るが、それをヒロインの村野里美に否定され、主人公に敗れる。
- MADARA PROJECTによる漫画『魍魎戦記MADARA』の原作を手掛けた大塚英志は、同作の後半の物語にはプロップが示した昔話の文法を取り入れていると明かし、主人公と対立する登場人物の影王に、偽主人公の役割を担わせていると説明している[5]。

#### テレビドラマ・特撮
- 1971年に放送された特撮ドラマ『仮面ライダー』では、第92話から第93話にかけて、主人公である仮面ライダーと同じ姿と同等の能力を持つ悪の怪人、ショッカーライダーが登場する[6]。本物と偽者は手袋やマフラーの色の違いで本物と区別することができる[6]。

## 観客を騙す偽主人公
映画では、（単にその役割にプロットを集中させるだけでなく）いくつかのテクニックに基づいて、ある登場人物を主人公のように見せることができる。観客は一般的に、映画の中で最も有名な俳優が重要な役柄を演じていると考える。また、クローズアップもサブリミナル手法として使用することができる。一般的に、映画の主人公は、他の人物よりも長く頻繁なクローズアップを得るが、これは映画の中で視聴者にすぐに明らかになることはほとんどない。また、偽主人公が映画の語り手として機能することもあり、観客はそのキャラクターが物語を語るために生き残っていると仮定するように促すことができる。
映画で使われているのと同じ手法の多くはテレビにも適用できるが、連続ドラマの形式によりさらに可能性が広がる。偽主人公が退場しないまま1つ以上のエピソードを終わらせることで、番組はキャラクターの主人公としての地位に対する視聴者の信念を強化することができる。また、テレビ番組はしばしばシーズンの間にキャストの変更があるため、シリーズによっては意図しない偽の主人公を持つことがある。メインキャラクターとしてシリーズを開始した後、ショーの実行の初期に完全に他のキャラクターで置き換えられることがある。シリーズを全体として見ると、これが偽の主人公の出現につながることがある。
ビデオゲームでは、偽主人公が最初は操作可能なキャラクターとして登場し、殺されるか、後に実は敵役であったことが明されることがある。ビデオゲームがこの方法を採用している主な方法の1つは非インタラクティブな方法では取りえないもので、偽主人公に対してプレイヤーに直接コントロールを与えることである。ほとんどのビデオゲームでは、プレイヤーはメインキャラクターのみを操作することができる（そして、その成否はあらかじめ決められたストーリーではなく、プレイスキルに基づいて決定される）ので、操作されているキャラクターの突然の死は、プレイヤーを驚かせるのに役立つ。

### 観客を騙す偽主人公の例

#### 文学作品
- 『アラビアンナイト』のアラジンの物語は、魔法使いが素晴らしい魔法のランプを求めてモロッコから中国までの困難な旅をするところから始まり、彼が主人公であることに明確な印象が与えられる。彼が長い間行方不明になった叔父のふりをして、少年アラジンと接触しても、これはまだ魔術師の視点から語られている。唯一の魔術師はアラジンと口論し、暗い洞窟に閉じ込められた彼を残した後、視点がアラジンにシフトし、それは彼が真の主人公であり、魔術師は物語の敵対者であることが明らかになる。
- 『サムエル記』は少年サムエルから始まる。最初の数章では彼が中心となり、最終的に彼がマイナーキャラであることが明らかになるまでの間は、彼が中心となっていた。『サムエル記』は、サムエルの誕生と神の少年時代の彼への呼びかけから始まる。この時点で、読者はサムエルがこの本の中心人物であると思わされる。16章までには、この本は主にダビデに焦点を当て始める。
- ジョージ・R・R・マーティンの小説『七王国の玉座』は、『氷と炎の歌』叙事詩ファンタジーシリーズの最初の作品であり、多くの登場人物の視点から語られる章を特徴としているが、最も顕著なのはエダード・スターク（ネッド）であり、最も多くの章の視点キャラクターである。同作を原作としたテレビドラマ『ゲーム・オブ・スローンズ』で、彼はキャストの中で最も有名な俳優であるショーン・ビーンによって描かれている。彼は小説の主要な主人公であるように見えるが、最終章では彼は予期せず処刑されている[8][9]。

#### 映画
- アルフレッド・ヒッチコックの『サイコ』は、登場人物マリオン・クレインを主人公にして幕を開ける[10]。ヒッチコックは、偽の主人公マリオンとのオープニングシーンが映画にとって非常に重要であると感じていたため、映画館で公開された際には、劇場のオーナーに「遅刻入場禁止」のポリシーを強制した[11]。
- ウェス・クレイヴンの『スクリーム』はドリュー・バリモア演じるケイシー・ベッカーの登場から始まる。彼女は脅迫電話を受け、15分後に殺される。映画公開当時は出演者の中でバリモアが知られていたため、ポスターにも登場していた[12]。

#### ゲーム
- バンダイナムコエンターテインメントの格闘ゲームシリーズ『鉄拳』では、三島一八が『鉄拳1』の主人公として登場した1994年以降、各ゲームの主要な敵役となる。虐待をしていた父三島平八が主催するキングオブ鉄拳大会に参加。自分が父親を殺したと思い込んでいた一八は、三島財閥のCEOに就任。父の腐敗した慣習を浄化するのではなく、誘拐、遺伝子操作、北海道の支配権の掌握など、より冷酷な行為に従事し、世界征服のための計画を実行するために彼の莫大な財産を使用する。平八が財閥の支配権を取り戻した後も、一八は主要な敵対勢力であり続ける。この対立は、一八の息子であり鉄拳の真の主人公である風間仁が打破したいと願っている虐待の連鎖の中で、お互いに殺し合い、裏切るという三島家の性質の一部として描かれている[13]。
- コナミが2001年に開発・発表した作品『メタルギアソリッド2: サンズ・オブ・リバティ』 では、プレイヤーは前作の主人公ソリッド・スネークを操作して、新しいメタルギアの製作を調査しているところから始まる。タンカーのスネークが沈没し、彼は死んだと推定される。スネークが生きていることが明らかになった後も、プレイヤーは新米FOXHOUNDの工作員である雷電を操作してゲームを進めていく[14]。ゲームの設定文書には雷電は女性プレイヤーのために作られたと記されている。脚本家でありディレクターでもある小島秀夫は、スネークを主人公と偽って宣伝した動機について、アイデンティティというテーマを強化するためと、新人の目を通してスネークが熟練した特殊工作員であることをより良く見せるためだと説明している[15]。また、アイデンティティとストーリーテーマを紹介、スネークを他の人物からの視点で伝説の人物として描写することでプレイヤーの人気を計る意図があり、それにより彼をプレイすることはできなかった[16]。
- ユービーアイソフトが2012年に開発・公開した『アサシン クリード III』は、プレイヤーがアサシン教団の祖先であるヘイサム・ケンウェイを操作し、彼を自分もアサシンだと思い込んでいるところから始まる。ヘイサムはアメリカ革命のメンバーと一緒に戦い、最終的には保存し、彼の息子を産むネイティブアメリカンの女性と親密になる。 最終的には、ヘイサムが実はアサシンの宿敵であるテンプル騎士団の一員であることが明らかになる。 その後、プレイヤーはヘイサムの息子ラドンハゲードンを操作し、コナーと名乗ってアサシンとしての訓練を受け、反乱を起こした植民地でテンプル騎士団の影響力と戦う。彼の旅は、ゲームのクライマックスで戦うヘイサム自身に至るまでの道のりを導く[17]。
- スパイク・チュンソフトが2017年に発売した『ニューダンガンロンパV3 みんなのコロシアイ新学期』は赤松楓が主人公だと事前に宣伝されていたが、彼女がそうだったのは第1章までで、そこで死亡[18]、以降は最原終一を主人公として進行していく。
- ノーティードッグが開発しソニー・インタラクティブエンタテインメントが2020年に発売した『The Last of Us Part II』は、物語の序盤に、前作の主人公であるジョエルを未知の理由で殺害する場面から、敵役のアビーが登場する。前作の第二の主人公であるエリーは復讐を求め、アビーと再会するまでの3日間、プレイヤーキャラクターとなる。この時点で、プレイヤーはフラッシュバックでアビーを操作し始め、アビーの視点で同じ3日間をプレイし、アビーがジョエルを殺した動機を知ることになる。エリーとの出会いのポイントに到達すると、プレイヤーはアビーを操作して彼女と戦う。プレイヤーはその後、両方のキャラクターを交互にプレイし、エリーとしてプレイしながらアビーとの最終対決でクライマックスに達する[19]。

#### アニメ
- 2007年のトリガー制作のアニメシリーズ『天元突破グレンラガン』では、カミナに大きな焦点が当てられている。物語は第8話まで彼の視点で語られ、そこではプロットのひねりにより、カミナは自分を犠牲にして弟分のシモンに信頼を託し、主人公としての役割を担うことになる。
- アニメ『喰霊-零-』のプロモーションでは観世トオルと春日ナツキをメインとして扱われたが、2人は第1話のみの登場でそこで殺され、第2話以降は土宮神楽と諫山黄泉がメインとなる[1]。

## 偽主人公が主人公となる作品
- 本編において他の登場人物あるいは観客を騙す偽主人公として登場した人物が、外伝や翻案作品などの派生作品において主人公役を与えられることもある。例えば2019年のCGアニメ映画『HELLO WORLD』の登場人物、勘解由小路三鈴は、観客を騙す偽ヒロインの役割を意図された登場人物であり、本編の冒頭では主要登場人物のように登場しつつも次第に出番がなくなり退場するが、スピンオフ小説『HELLO WORLD if ――勘解由小路三鈴は世界で最初の失恋をする――』においては本編の物語の裏で活躍する主人公の役割を演じる[20]。
- ライトノベルやオンライン小説で流行した「悪役令嬢もの」と呼ばれる物語の類型では、主人公を陥れるための策略に失敗して処罰される偽主人公の立場にあったヒロインが、前世の記憶に目覚めるなどして自分がフィクションの登場人物であることを自覚し、改心して物語の筋書きを書き換えることを決意するところから物語が始まる。

## 関連記事
- アンチヒーロー
- 叙述トリック